# Boy Meets Girl
A Boy Meets Girl 1982-ben alapított amerikai popzenei duó, melynek tagjai George Merrill és Shannon Rubicam. Legismertebb slágerük az 1988-as "Waiting for a Star to Fall" című szerelmes dal, továbbá arról is nevezetesek, hogy ők írták Whitney Houston két listavezető dalát is ("How Will I Know", "I Wanna Dance with Somebody (Who Loves Me)").

## Diszkográfia

### Stúdióalbumok és EP-k
- Boy Meets Girl (1985)
- Reel Life (1988)
- New Dream (1990)
- The Wonderground (2003)
- 5 (EP) (2021)

### Kislemezek
- Oh Girl (1985)
- The Touch (1985)
- Heartbreaker (1986)
- Waiting for a Star to Fall (1988; 1991-ben új kiadás)
- Bring Down the Moon (1989)
- Stormy Love (1989)